# ГЕС Toulnustouc
ГЕС Toulnustouc — гідроелектростанція у канадській провінції Квебек. Використовує ресурс із річки Toulnustouc, лівої притоки Манікуаган, яка за триста тридцять кілометрів на північний схід від міста Квебек впадає ліворуч до річки Святого Лаврентія (дренує Великі озера).
У межах проекту річку перекрили кам'яно-накидною греблею з бетонним облицюванням висотою 80 метрів та довжиною 570 метрів. Разом зі створеною для закриття сідловини на лівобережжі допоміжною дамбою, виконаною як споруда того ж типу висотою 45 метрів та довжиною 488 метрів, гребля утримує водосховище з площею поверхні 234 км2 та об'ємом 2798 млн м3, в якому припустиме коливання рівня в операційному режимі між позначками 290 та 302 метри НРМ. При цьому можливо відзначити, що до спорудження ГЕС тут уже існувала велика природна водойма Sainte Anne з площею поверхні 213 км2.
Зі сховища під лівобережним гірським масивом прокладено дериваційний тунель довжиною 9,8 км. Він подає ресурс до розташованого на березі річки наземного машинного залу, обладнаного двома турбінами типу Френсіс потужністю по 263 МВт, які використовують напір у 152 метри та забезпечують виробництво 2660 млн кВт-год електроенергії на рік.
Відпрацьована вода по відвідному каналу довжиною 0,45 км повертається у Toulnustouc (русло останньої також поглиблене протягом 0,8 км для нормального перепуску води) та прямує до устя цієї річки на лівому березі водосховища ГЕС Манік-2.
Видача продукції відбувається по ЛЕП, розрахованій на роботу під напругою 315 кВ.